# Patrick Cowdell
Patrick Cowdell, född den 18 augusti 1953 i Smethwick, Storbritannien, är en brittisk boxare som tog OS-brons i bantamviktsboxning 1976 i Montréal. I semifinalen förlorade Cowdell mot Gu Yong-Ju från Nordkorea med 1-4.